# 中国家庭追踪调查
中国家庭追踪调查（China Family Panel Studies，CFPS）是2010年由北京大学中国社会科学调查中心（ISSS）发起的一项具有全国代表性的、每两年一次的综合社会调查项目，旨在记录中華人民共和国社会、经济、人口、教育和健康方面的变化。 这些数据是在个人、家庭和社区层面收集的，旨在用于学术研究和公共政策分析 。